# Trinidad y Tobago en los Juegos Olímpicos de Londres 2012
Trinidad y Tobago estuvo representada en los Juegos Olímpicos de Londres 2012 por un total de 30 deportistas que compitieron en 6 deportes.  
El portador de la bandera en la ceremonia de apertura fue el atleta Marc Burns.

## Medallistas
El equipo olímpico de Trinidad y Tobago obtuvo las siguientes medallas:
| Nombre                                                        | Deporte   | Competición |
| ------------------------------------------------------------- | --------- | ----------- |
| Oro                                                           |           |             |
| Keshorn Walcott                                               | Atletismo | Jabalina M  |
| Plata                                                         |           |             |
| Keston Bledman Marc Burns Emmanuel Callender Richard Thompson | Atletismo | 4 × 100 m M |
| Bronce                                                        |           |             |
| Lalonde Gordon                                                | Atletismo | 400 m M     |
| Lalonde Gordon Jarrin Solomon Ade Alleyne-Forte Deon Lendore  | Atletismo | 4 × 400 m M |